# Beilicat de Ladik
El beilicat de Ladik fou un estat turcman centrat a la ciutat de Ladik (Denizli/Laodicea del Licos) governat per la dinastia dels İnançoğulları (otomà antic Inandjoghullari). Es va establir vers 1289 amb İnanç i va durar fins al 1368 quan fou annexionat a Germiyan.

## Història

### La capital
La ciutat de Denizli fou construïda al costat de les ruïnes de la ciutat antiga de Laodicea del Licos que havia estat destruïda a la fi del segle v per un terratrèmol i mai més havia recuperat la seva esplendor; es va acabar despoblant en les guerres entre romans d'Orient i seljúcides des de finals del segle xi a començaments del xiii. Inicialment Denizli es va dir Ladik. Vers el 1360 el nom va passar a ser Deñizli i modernament Denizli. Ibn Battuta va passar per Ladik el 1333 i pel camí fou advertit contra el bey germiyanoğlu per un personatge que anomena el sultà de Gölhisar, Mehmed Çelebi, germà de l'hamidoğlu Necmeddin Ishak Beg.
| «                                                                         | El sultà va enviar amb nosaltres a diversos cavallers encarregats de conduir-nos a la vila de Lâdhik (Ladik) perquè una tropa de bandits anomenats els "Djermïân" (Germiyan) interceptaven els camins en aquesta plana; es diu que descendien de Yazid I, fill de Muàwiya I, i posseïen una vila anomenada Coûtâhiyah (Kutahya). Deu ens va protegir dels seus atacs i vàrem arribar a la vila de Lâdhik, anomenada també Doûn Ghozloh, que vol dir la vila dels Porcs. Estava entre les viles més grans i admirables; tenia set mesquites on es feia la pregària del divendres; posseïa bonics jardins, diversos rierols que corrien amb aigua abundant, fonts que brotaven i mercats superbs. S'hi fabricava estores de cotó brodades d'or que no tenien igual, i que duraven molt a causa de l'excel·lent qualitat del cotó i de la força dels fils utilitzats; eren conegudes amb un nom agafar de la pròpia vila on es fabricaven | » |
| — Ibn Battuta. «"Du sultan de Koul Hissâr"». A: op. cit.. II, p. 120. PDF | |   |

### Begs de Ladik
Al començament, Mehmed Beg fou nomenat governador de la zona fronterera amb l'Imperi Romà d'Orient al voltant de Denizli, pels seljúcides de Rum. Mehmed Bey, el seu germà Ilyas i el seu gendre Ali eren membres de la família dels Germiyanoğullari i vassalls dels sultans de Rum que al seu torn eren vassalls dels mongols Ilkhànides des de la batalla del Kösedağ el 1243. En aquesta època, el sultanat de Rum havia estat repartit entre els tres fills de Kay Khusraw II: el gran Kay Kawus II no va regnar més que sobre la regió de Konya. El 1260, Kay Kawus II va abandonar Konya i va marxar a refugiar-se a Crimea. El 1261, Mehmed Bey aprofita la situació i es va declarar independent dels seldjúcides de Rum, però continuà sent vassall de l'Il-kan Hülegü amb el títol de ghazi (lluitador per la fe). Un any més tard, Mehmed fou traït pel seu gendre Ali, i fet presoner, sent executat pels Ilkhànides.
El 1262, Ali va succeir al seu sogre. En 1284, l'Il-kan Ahmad Tegüder va designar a Ghiyath al-Din Masud II com a successor al títol de sultà de Rum. El 1286, Masud va agafar com a capital la població de Kayseri, l'antiga Cesarea de Capadòcia, en comptes de Konya.
Masud va fer diverses campanyes contra els principats turcmans emergents a tota Anatòlia, sempre amb el suport dels mongols, fins i tot amb participació de tropes mongoles. Va conduir campanyes contra els Karamànides i els Eşrefoğulları, sota la tutela del degà dels visirs Sahip Ata. Ali Bey va perdre el principat.
İnanç fill d'Ali, el va succeir (abans de 1332, potser des de 1314). El 1319, Timurtash Coban fou designat governador d'Anatòlia. Timurtash era el segon fill d'Amir Coban, fou el governador del darrer gran Il-kan de Pèrsia Abu Said Bahadur. El 1324, Timurtash sotmeté els dos principats dels Hamidoğullari i de Teke.
El 1327, Coban va caure en desgràcia, i poc després fou mort per l'Il-kan. Timurtash es va refugiar a Egipte amb els mamelucs que, per no desagradar a Abu Said, el van matar. La caiguda de Coban i la desaparició de Timurtash va anar seguida de la mort Abu Said vuit anys després, deixant Anatòlia sense senyor i completament lliures als emirs turcs locals. El 1333, Ibn Battuta va trobar a İnanç (Yenendj en el text):
| «             | El sultà (de Ladik) és Yenendj bec, i és un dels nombrosos prínceps del país de Rum. … Això passava al mes de ramadà. Van anar a trobar-lo i el vàrem saludar … van anar amb aquest príncep a la pregària del capvespre; se li va servir de menjar i nosaltres van trencar el dejuni al seu darrera i després van retornar. … A la festa del trencament del dejuni havent-nos trobat a Lâdhik, vàrem anar al lloc de la pregària; … El seu fill Murâd bec ens va cridar tot seguit; vivia a un jardí als defores de la vila, perquè llavors era l'estació de la fruita. | » |
| — Ibn Battûta | |   |

Murad Arslan va succeir al seu pare İnanç el 1335. El 1362 fou succeït per İshak que fou un protector dels arts i de les ciències; el seu regnat es va acabar quan els Germiyanoğullari conqueriren Deñizli el 1368.

## La dinastia

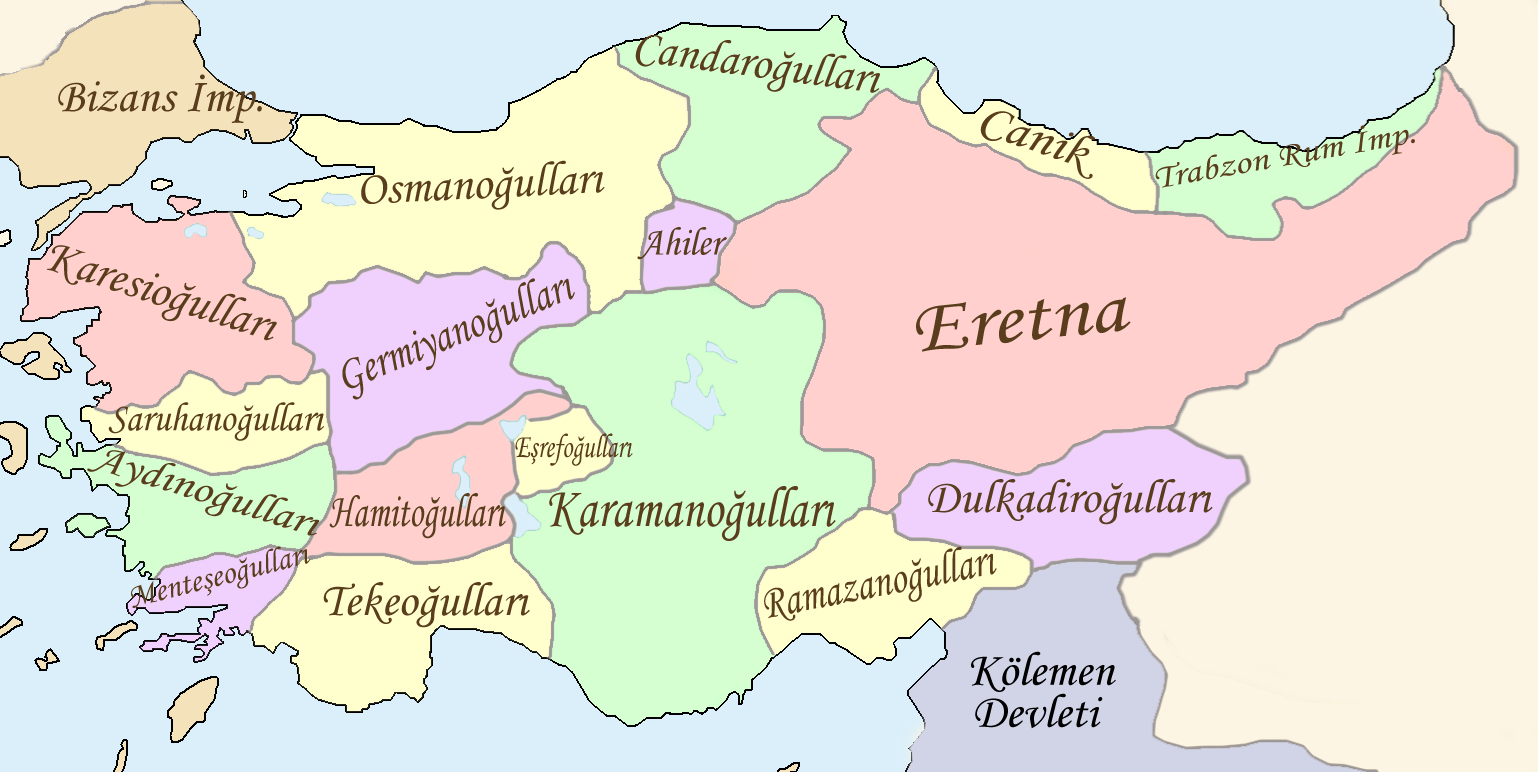
Mapa dels beilicats d'Anatòlia formats després de la batalla de Köse Dağ el 26 de juny de 1243. Denizli està situada més o menys al punt en què es troben els territoris dels beilicats d'Aydin, de Germiyan i d'Hamid

| Dates              | Nom                             | Nom turc                        | Fill de                         |                                                            |
| ------------------ | ------------------------------- | ------------------------------- | ------------------------------- | ---------------------------------------------------------- |
| 1261-1262          | Muhammad                        | Mehmed                          |                                 | Fundador del beilicat de la família dels Germiyanoğullari. |
| 1262-abans de 1332 | 'Alî                            | Ali                             |                                 | Gendre de Mehmed.                                          |
| abans de 1332-1335 | Inantch                         | İnanç                           | Ali                             | Epònim dels İnançoğulları.                                 |
| 1335-1362          | Mûrad Arslan                    | Murad Arslan                    | İnanç                           |                                                            |
| 1362-1368          | Ishâq                           | İshak                           | Murad Arslan                    |                                                            |
| 1368               | Annexió al beilicat de Germiyan | Annexió al beilicat de Germiyan | Annexió al beilicat de Germiyan | Annexió al beilicat de Germiyan                            |